# Малый Вах
Малый Вах — река в России, протекает по Ханты-Мансийскому АО. Устье реки находится в 918 км по правому берегу реки Вах. Длина реки составляет 90 км, площадь водосборного бассейна 1190 км².

## Притоки
- 5 км: Собакина (пр)
- 42 км: Еловая (пр)
- 50 км: Левый Малый Вах (лв)
- 78 км: река без названия

## Данные водного реестра
По данным государственного водного реестра России относится к Верхнеобскому бассейновому округу, водохозяйственный участок реки — Вах, речной подбассейн реки — бассейн притоков (Верхней) Оби от Васюгана до Ваха. Речной бассейн реки — (Верхняя) Обь до впадения Иртыша.
Код объекта в государственном водном реестре — 13011000112115200036992.